# Tongnip hyŏphoe
Il Tongnip hyŏphoe (독립협회, lett. "Club dell'Indipendenza") è stata un'organizzazione operante tra il 1896 e il 1898 che si era posta di introdurre riforme progressiste all'interno della società coreana, in un momento storico in cui il paese visse importanti eventi storici legati alla lotta per l'indipendenza dal dominio giapponese. Nonostante l'organizzazione fosse prevalentemente attiva a Seul, le sue idee si diffusero in tutta la penisola.

## Storia
Il Tongnip hyŏphoe venne fondato da Seo Jae-pil, un cittadino proveniente da un noto clan yangban che aveva conseguito una laurea in medicina negli Stati Uniti. Convinto dell'importante ruolo della stampa in merito alla campagna alle riforme, del cui avviso era anche il suo seguace Yu Kil-chun, Seo Jae-pil fondò il 7 aprile 1896 il Tongnip Sinmun, un giornale pubblicato in hangŭl affinché fosse fruibile dalla maggior parte dei coreani. La rivista mirava a educare la popolazione alla consapevolezza del bisogno di riformare diversi aspetti della società coreana, come l'istruzione, l'economia, le leggi, la difesa e le relazioni internazionali.
Ciò nonostante, Seo Jae-pil era convinto che la rivista non fosse abbastanza, ma che bisognasse istituire un'organizzazione attiva. Fu così che nacque il Tongnip hyŏphoe (lett. "Club dell'Indipendenza"), inizialmente nato per supervisionare la costruzione del Dongnimmun ("Porta dell'Indipendenza") e del Tongnip kongwon (l'odierno Parco dell'Indipendenza di Seodaemun), due monumenti che sancivano la sovranità della Corea ottenuta con il trattato di Shimonoseki del 1895.
L'organizzazione divenne presto un gruppo di pressione al quale si unirono Yun Chi-ho, Yi Sang-jae, Namgung Ok, Chóng Kyo e Syngman Rhee, una stretta cerchia di riformisti confuciani portatori di un cambiamento nel loro paese in nome dei valori occidentali. All'organizzazione si unirono anche gli studenti dell'Università Pai Chai.
Una delle proposte più significative del gruppo fu quella di introdurre un'Assemblea nazionale. Per far ciò, venivano richieste la separazione del potere legislativo da quello amministrativo e la costituzione di un organo legislativo separato composto da studiosi saggi ed eruditi scelti dal popolo.
La proposta venne presentata il 3 luglio 1898, tuttavia venne accolta freddamente dalla famiglia reale, la quale vedeva minati i valori neoconfuciani di obbedienza incondizionata delle masse. Per osteggiare i progressisti, su ordine del primo ministro Cho Pyong-sik furono accuratamente affissi in giro per Seul dei manifesti che affermavano che il club avrebbe proclamato la repubblica, con Pak Chöng-yang presidente e Yun Ch'ilio come vicepresidente. Il Tongnip hyŏphoe venne sciolto e i suoi membri arrestati. La popolazione si rivoltò contro le azioni del governo centrale, che alla fine rilasciò gli attivisti.